# 三年式重機槍
三年式重機槍是日本以法國霍奇克斯M1914重機槍作藍本研發的氣冷式重機槍，設計師是南部麒次郎，日本陆军从在台湾的作战经验中认为马克沁机枪不可靠而霍奇克斯机枪卻很可靠，于是仿制。其名稱來它開始裝備的年份大正三年（1914年），三年式曾是第二次中日戰爭初期的主力重機槍，中國東三省兵工廠也曾仿製並稱為遼十三式重機槍。

## 機械結構

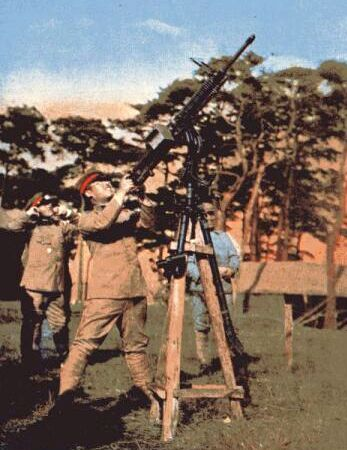
裝上三腳架作防空機槍的三年式重機槍

三年式的槍身和槍管佈滿如同風冷式發動機的散熱片，它沿用了法國霍奇克斯重機槍的供彈設計，以30發裝保彈板供彈，此種供彈方式的效率比使用彈鏈和彈匣為低尤其射速不能太快，當它開火時的槍聲是咯咯地叫，因此被國軍稱為雞脖子而美軍稱為啄木鳥，而其為了順利完成上彈和退彈殼，三年式有油刷為子彈加上潤滑油，它另一個缺點是發射的三八式步槍彈威力不足，故它之後被九二式重機槍取代，三年式和九二式兩者很相似，衹是九二式改為發射威力較大的九二式子彈。

## 使用國家
- 智利
- 中華民國
- 大日本帝国
- 滿洲國